# Fulton County (Kentucky)
Fulton County is een county in de Amerikaanse staat Kentucky. De county werd in 1845 gesticht als afsplitsing van Hickman County en vernoemd naar Robert Fulton. Fulton County heeft een landoppervlakte van 541 km² en telt 7.752 inwoners (volkstelling 2000). De hoofdplaats is Hickman.
De county grenst aan de staten Missouri en Tennessee. Het grondgebied van Fulton County bestaat uit twee van elkaar gescheiden delen: het grotere (bijna 496 km²) hoofddeel en ten westen daarvan de exclave Kentucky Bend (ruim 45 km²) die geheel door Missouri en Tennessee is omsloten.

## Bevolkingsontwikkeling

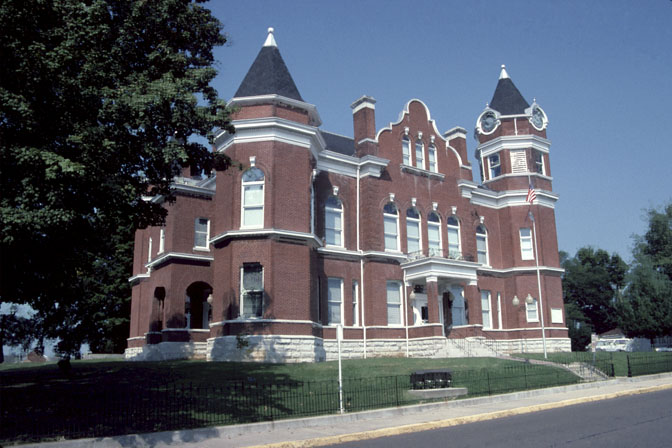
Fulton County Courthouse